# Molestie sessuali
Le molestie sessuali sono comportamenti molesti, riguardanti la sfera sessuale, che consistono nel provocare volontariamente delle lesioni personali a un individuo.
Le definizioni differiscono a seconda dai quadri normativi dei diversi ordinamenti giuridici nazionali. Secondo alcuni studiosi, come la filosofa britannica Miranda Fricker, il fatto che il concetto di molestia sessuale si sia affermato recentemente e con difficoltà è un esempio di ingiustizia epistemica.

## Disciplina normativa
Le molestie sessuali sul posto di lavoro sono considerate un grave atto discriminatorio, di conseguenza anche da un punto di vista normativo.

Dalla fine degli anni ottanta anche l'UE si è occupata a più riprese della problematica, l'ultima volta nella direttiva 2006/54/CE, nella quale viene affermato che:

## La situazione nel mondo

### Italia
Oggi in Italia la fattispecie di molestie sessuali si configura nel quadro della contravvenzione di "molestie" punita dall'art. 660 c.p..
Va tuttavia specificato che la sopracitata contravvenzione è stata ritenuta configurabile solo in presenza di espressioni verbali a sfondo sessuale o di atti di corteggiamento, invasivi ed insistiti, diversi dall'abuso sessuale. Qualora, infatti, le molestie comportino un contatto fisico, anche fugace, o limitino in alcun modo la libertà sessuale della vittima, si configura invece il reato di violenza sessuale, disciplinato dagli art.609 bis e seguenti del codice penale italiano. In particolare, la giurisprudenza ritiene di qualificare come violenza sessuale art.609 bis c.p. e non come molestie art.660 c.p., i toccamenti o palpeggiamenti delle natiche e delle mammelle a una donna, anche se sopra i vestiti e con finalità molesta e non di libidine.
La giurisprudenza ha recentemente ritenuto che integri il reato di violenza sessuale e non quello di molestie di cui all'art. 660 c.p. la condotta di chi, per soddisfare o eccitare il proprio istinto sessuale, mediante comunicazioni telematiche che non comportino contatto fisico con la vittima, induca la stessa al compimento di atti che comunque ne coinvolgano la corporeità sessuale e siano idonei a violarne la libertà personale e non la mera tranquillità.

### Svizzera

#### Situazione giuridica
Il divieto di discriminazione è stato introdotto nel 1981 nell'articolo 4 capoverso 2 della vecchia Costituzione federale, ed è stato ripreso nell'art. 8 capoverso 2 della nuova Costituzione federale. Il divieto di molestie sessuali sul posto di lavoro è uno dei numerosi elementi sanciti nella legge federale del 24 marzo 1995 sulla parità dei sessi (LPar) per proibire la discriminazione o promuovere la parità nella vita professionale. L'articolo 4 della legge sulla parità delimita la fattispecie, l'articolo 5 definisce le pretese giuridiche e l'articolo 10 la protezione dal licenziamento durante la procedura di reclamo.
Altre disposizioni di legge rilevanti per il divieto delle molestie sessuali sono contenute nell'articolo 328 capoverso 1 del codice delle obbligazioni (CO), nell'articolo 198 seconda frase del codice penale (CP) come pure nell'articolo 6 capoverso 1 della legge sul lavoro (LL). Il divieto di molestie si rivolge alle datrici e ai datori di lavoro che, nell'ambito della loro responsabilità, hanno l'obbligo di tutelare la personalità, l'integrità fisica e psichica come pure la salute delle lavoratrici e dei lavoratori.

#### Prevenzione
In aggiunta al divieto sancito dalla legge, sia il legislatore che la prassi puntano molto sulla prevenzione da parte delle datrici e dei datori di lavoro. In Svizzera, dalla metà degli anni 1990, la prevenzione delle molestie sessuali si basa su un set di misure nel quale un ruolo di primo piano spetta all'informazione fornita alle lavoratrici e ai lavoratori in merito a cosa si intende per molestie sessuali. Un'altra misura preventiva importante consiste nella dichiarazione esplicita da parte della direzione dell'impresa con la quale essa afferma a chiare lettere che al suo interno le molestie sessuali non sono tollerate, che è disponibile un servizio di sostegno per le vittime di questo tipo di discriminazione e che gli autori di molestie sessuali incorrono in sanzioni. Sinora ad aver introdotto regolamenti interni contro le molestie sessuali e ad aver designato interlocutrici e/o interlocutori interni preposti al sostegno delle vittime sono soprattutto le imprese di maggiori dimensioni e le pubbliche amministrazioni. Allo stesso tempo sono attivi sul territorio diversi consultori pubblici pronti a consigliare e ad accompagnare le vittime. Si tratta di servizi sociali locali o regionali, uffici per le pari opportunità, consultori donna e lavoro nonché uffici di conciliazione cantonali.
Nell'attività di sensibilizzazione delle datrici e dei datori di lavoro in merito ai loro obblighi, gli uffici pubblici delle pari opportunità svolgono una funzione importante nella misura in cui informano e approntano materiale a sostegno del lavoro di prevenzione..

#### Rimedi offerti dall'ordinamento
In virtù dell'articolo 5 della legge sulla parità dei sessi, le vittime di molestie sessuali possono chiedere a un giudice di accertare una discriminazione nella fattispecie delle molestie sessuali e di farla cessare. Il tribunale può condannare le datrici e i datori di lavoro al versamento di un'indennità, al risarcimento del danno e alla riparazione morale.
Malgrado questa possibilità, alle vittime si raccomanda di optare nel limite del possibile per una procedura extragiudiziale. Ad esempio, una procedura interna all'azienda oppure un intervento dell'ufficio di conciliazione cantonale competente il cui compito principale è quello di fare da mediatore tra le parti. Nel 2004, gli uffici di conciliazione si sono riuniti nella Conferenza svizzera degli uffici di conciliazione secondo la legge sulla parità dei sessi LPar.

#### Fatti e cifre
Nel quadro di un'inchiesta  condotta in Svizzera nel 2007, il 28% delle donne e il 10% degli uomini intervistati hanno riferito di aver subito molestie sessuali o di essersi sentiti infastiditi da un comportamento a connotazione sessuale. In tre quarti delle situazioni moleste dichiarate dalle donne gli autori erano di sesso maschile; di altre forme sessuali per la maggior parte uomini soli, ma anche gruppi di uomini. Nel restante quarto, i comportamenti molesti sono stati spesso imputati a gruppi misti (composti da uomini e donne), ed anche delle stesse donne. Per quanto riguarda gli uomini, in circa la metà delle situazioni moleste dichiarate gli autori erano altri uomini (soli o in gruppo), in un quarto anche le donne ed il restante quarto di gruppi misti. Ad assumere comportamenti molesti nei loro confronti sono stati in primo luogo colleghi e colleghe di lavoro seguiti da clienti e, in terza posizione, da superiori. Le donne hanno indicato molto più spesso degli uomini di aver subito comportamenti molesti da parte di superiori. Gli uomini, per contro, hanno segnalato più spesso delle donne comportamenti molesti da parte di persone subalterne.